# 交叉分子束方法
交叉分子束方法是用來研究反應動態學的一種實驗技術，由兩個不同噴嘴噴發出兩股不同的分子(或原子)束，在一高真空的反應腔中形成交叉，使分子或原子產生碰撞而散射。可以藉此探討化學反應中的分子動力機制，以及偵測出化學反應中的分子碰撞現象 。

## 技術與裝置
在一個交叉分子束的裝置中，首先必須先將兩股汽化的分子(或原子)束的濃度，稀釋至可以忽略其自己與自己在真空反應腔碰撞的濃度（通常真空腔中的压力仅有10E-8 torr）。如此一來，碰撞後生成物散射的方向、速度可以馬上被偵測到，有時還會直接外接氣態質譜儀，來測定生成物的質量。  這樣一次便可直接得到生成物的動量、角動量及振動態的能量分布 。

## 沿革
交叉分子束技術是由 达德利·赫施巴赫 和 李遠哲所發展與建立起來的。他們也因此而獲得1986年的諾貝爾化學獎。  這個分子束的技最早是在1953年由橡樹嶺國家實驗室的 Taylor 與Datz提出, 但是，达德利·赫施巴赫與李遠哲改良了設計，並開始應用來研究氣態的化學反應機制。
最早的交叉分子束的實驗，主要是研究鹼金屬，如鉀、銣、銫。當散射的鹼金屬離子撞擊到熱金屬絲時，它們會迅速的游離，而產生一個小電流。這是一個非常簡單實用與敏感的偵測方法。  可惜的是，此方法只能用來偵測鹼金屬離子的化學反應。新的分析方法必須建立起來去研究其他非鹼金屬的化學反應。李遠哲设计的新型交叉分子束方法则可以用以研究非鹼金屬，因此被称为“Universal Crossbeam”
熱金屬絲用來偵測散射粒子，可以偵測到散射角度分部，但是無法偵測分子的動能. 為了得到更好的動能分佈,早期的交叉分子束儀在碰撞反應中心及偵測器之間擺了很多狹縫圓盤。利用控制圓盤的轉動速度，讓特定散射速度的分子通過狹縫，直達偵測器。   如此可得知分子的速度、角度分部以及散射分子的種類，便能逐步建立起化學反應的動力學基礎。
後來的改進有合併使用四极质谱分析器去篩選有興趣研究的分子, 或是飞行时间质谱法去簡化動能的測量。這些改良大大的提高偵測方法的可行性與增加了偵測的分子種類。

## 應用
在天文化學中，太空中的極端的環境很難在地球上執行或相等的狀況，但此方法也可模擬出類似狀況中的化學所反應的狀況